# Zbigniew Cybulski
Zbigniew Hubert Cybulski (Kniaze, 3 de novembre de 1927 − Wrocław, 8 de gener de 1967) va ser un actor polonès, un dels més coneguts en la cinematografia d'aquest país després de la II Guerra Mundial. Pel seu estil d'actuació, va rebre el malnom del "James Dean polonès". Com l'estatunidenc, va interpretar a rebels inconformistes, i com en Dean, va morir prematurament, en un accident mentre prenia un tren.

## Biografia
Cybulski va néixer en la xicoteta vila de Kniaże, prop de Stanisławów (actualment dins de territori ucraïnès). Després de la II Guerra Mundial, es va unir a l'Acadèmia de Teatre de Cracòvia. Es va graduar el 1953 i va marxar a Gdánsk, on va fer el seu debut al Teatre Wybrzeże. A la vegada, amb el seu amic Bogumił Kobiela va posar en marxa el teatre d'estudiants Bim-Bom. A principis de la dècada dels seixanta, Cybulski es va traslladar a Varsòvia. A la capital polonesa va entrar dins del teatre experimental Wagabunda.
Tot i la carrera teatral, Cybulski es faria conegut com a actor de cinema. La seua primera aparició va ser al film Kariera (1954), com a extra. El seu primer paper important va arribar al 1958, en la pel·lícula Krzyż Walecznych de Kazimierz Kutz. Eixe mateix any treballa amb Andrzej Wajda (Ashes and Diamonds) i amb Aleksander Ford (Eighth Day of the Week). Des d'aleshores, esdevé un dels actors més emblemàtics de la seua generació. Va actuar en films com The Manuscript Found in Saragossa, de Wojciech Has. A banda del cinema i del teatre, va aparèixer en obres televisades, adaptacions d'autors com Capote, Txékhov o Colib Robertson.
Cybulski va morir en un accident de tren a Wrocław, el 8 de gener de 1967. L'actor anava a prendre un tren en direcció a Varsòvia, que ja estava en marxa. Al saltar per entrar al vagó, va esbarar i va caure sota el tren.

## Llegat
Cybulski roman com una llegenda dins del cinema polonès. La plaça on es troba el monument en homenatge seu rep centenars de seguidors cada any. El 1996, els lectors de la revista Film el van triar com a "Millor actor polonès de tots els temps".

## Filmografia

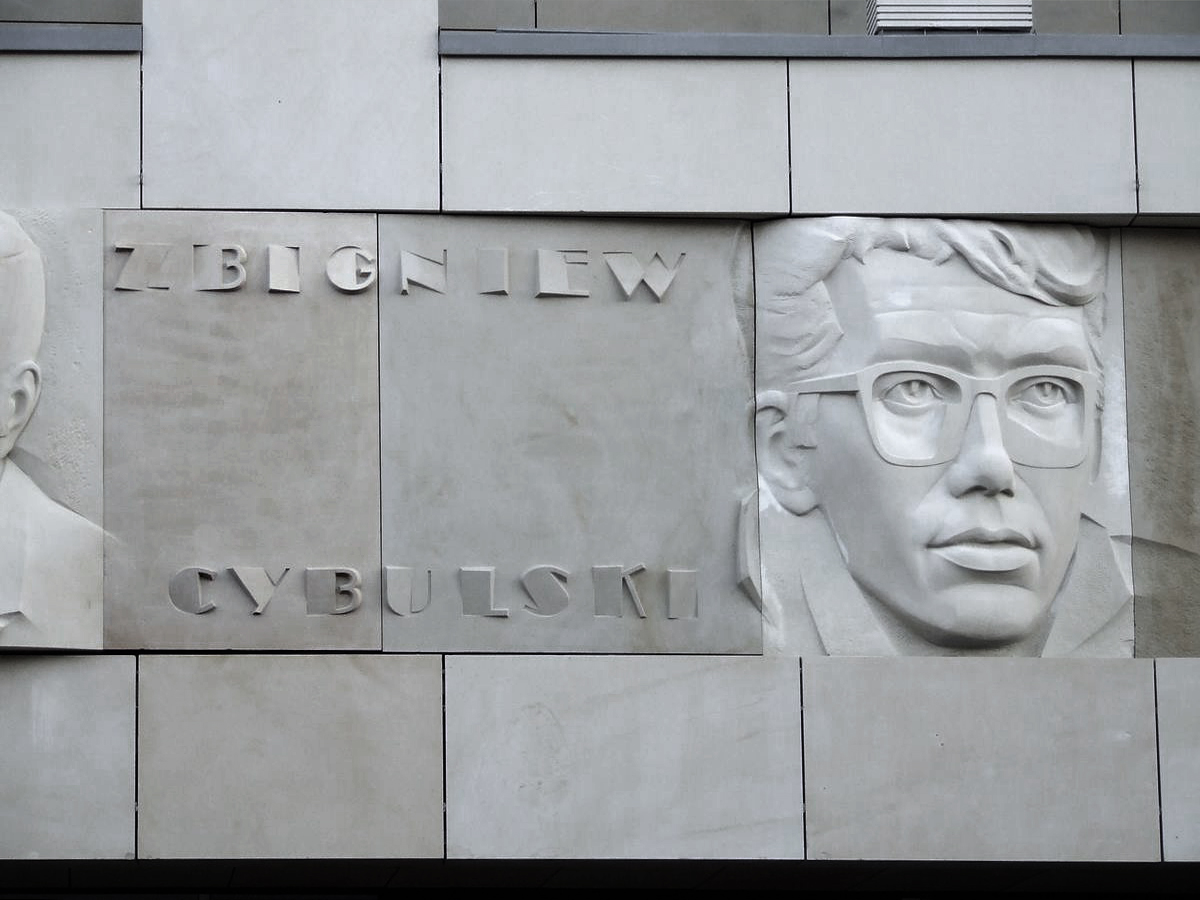
imatge de Cybulski en un mural de Varsòvia

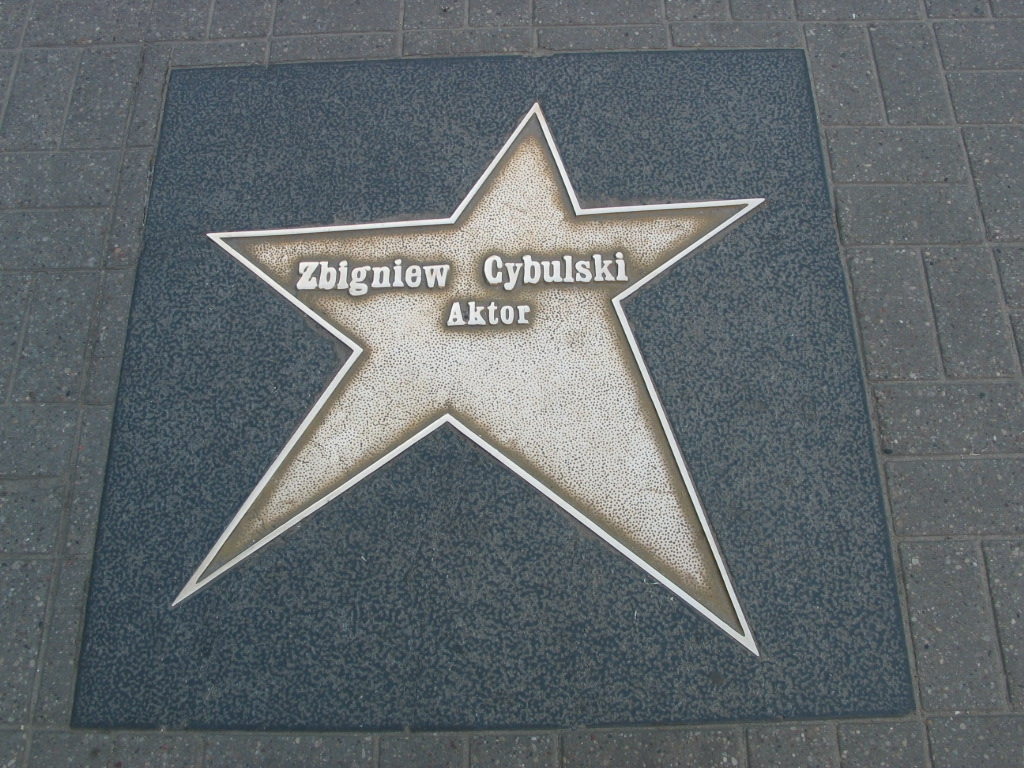
Estrella de Cybulski en el passeig de la fama de Łódź

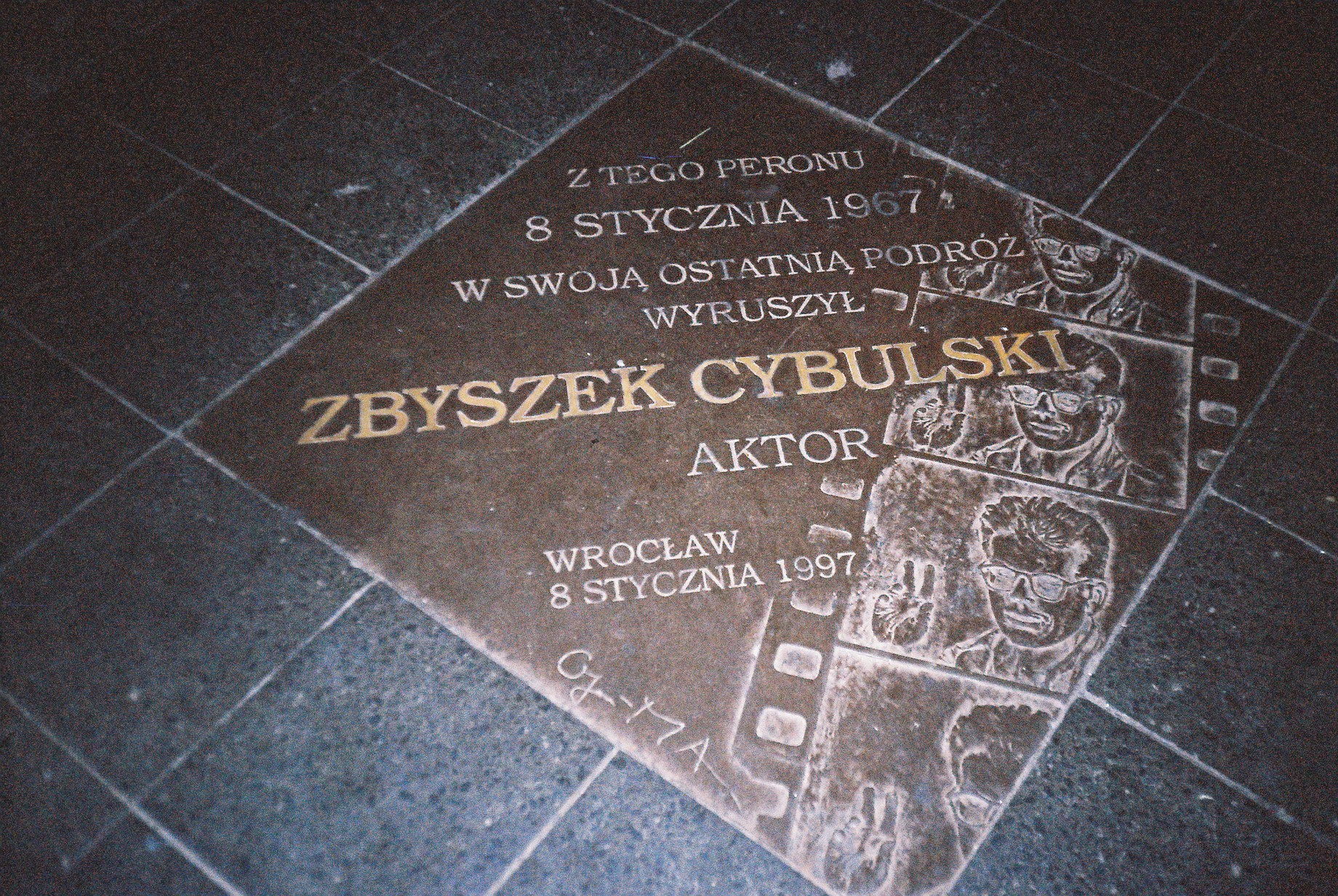
Placa a l'estació de tren de Wrocław, on va faltar Cybulski

- 1954 - Kariera (extra, passatger de bus)
- 1954 - A Generation
- 1955 - Trzy starty
- 1956 - Koniec nocy
- 1956 - Tajemnica dzikiego szybu
- 1957 - Wraki
- 1958 - Krzyż walecznych
- 1958 - Eight Day of the Week
- 1958 - Ashes and Diamonds
- 1959 - Night Train
- 1959 - Zamach
- 1960 - Do widzenia, do jutra
- 1960 - Niewinni czarodzieje
- 1960 - Rozstanie
- 1962 - How to Be Loved
- 1962 - La poupée
- 1962 - Miłość dwudziestolatków
- 1963 - Ich dzień powszedni
- 1963 - Milczenie
- 1963 - Rozwodów nie będzie
- 1963 - Zbrodniarz i panna
- 1964 - Att älska
- 1964 - Giuseppe w Warszawie
- 1964 - Pingwin (
- 1964 - The Saragossa Manuscript
- 1965 - Jutro Meksyk
- 1965 - Salto
- 1965 - Sam pośród miasta
- 1966 - Cała naprzód
- 1966 - Iluzja (TV)
- 1966 - Mistrz (TV)
- 1966 - Przedświąteczny wieczór
- 1966 - Szyfry
- 1967 - Jowita
- 1967 - Morderca zostawia ślad